# Dołek osiowy

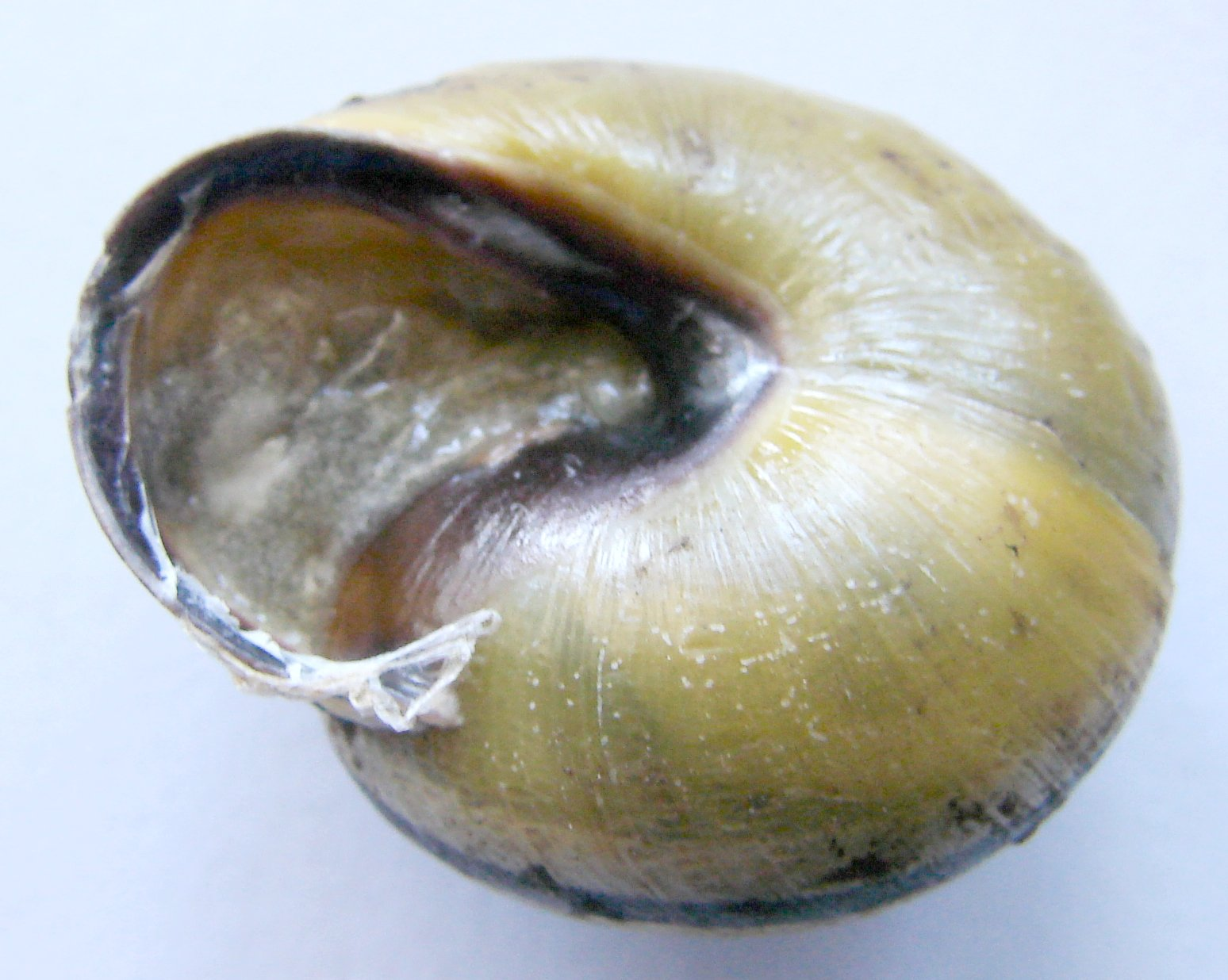
Brak dołka osiowego (w rzeczywistości dołek jest zakryty przez wargę)

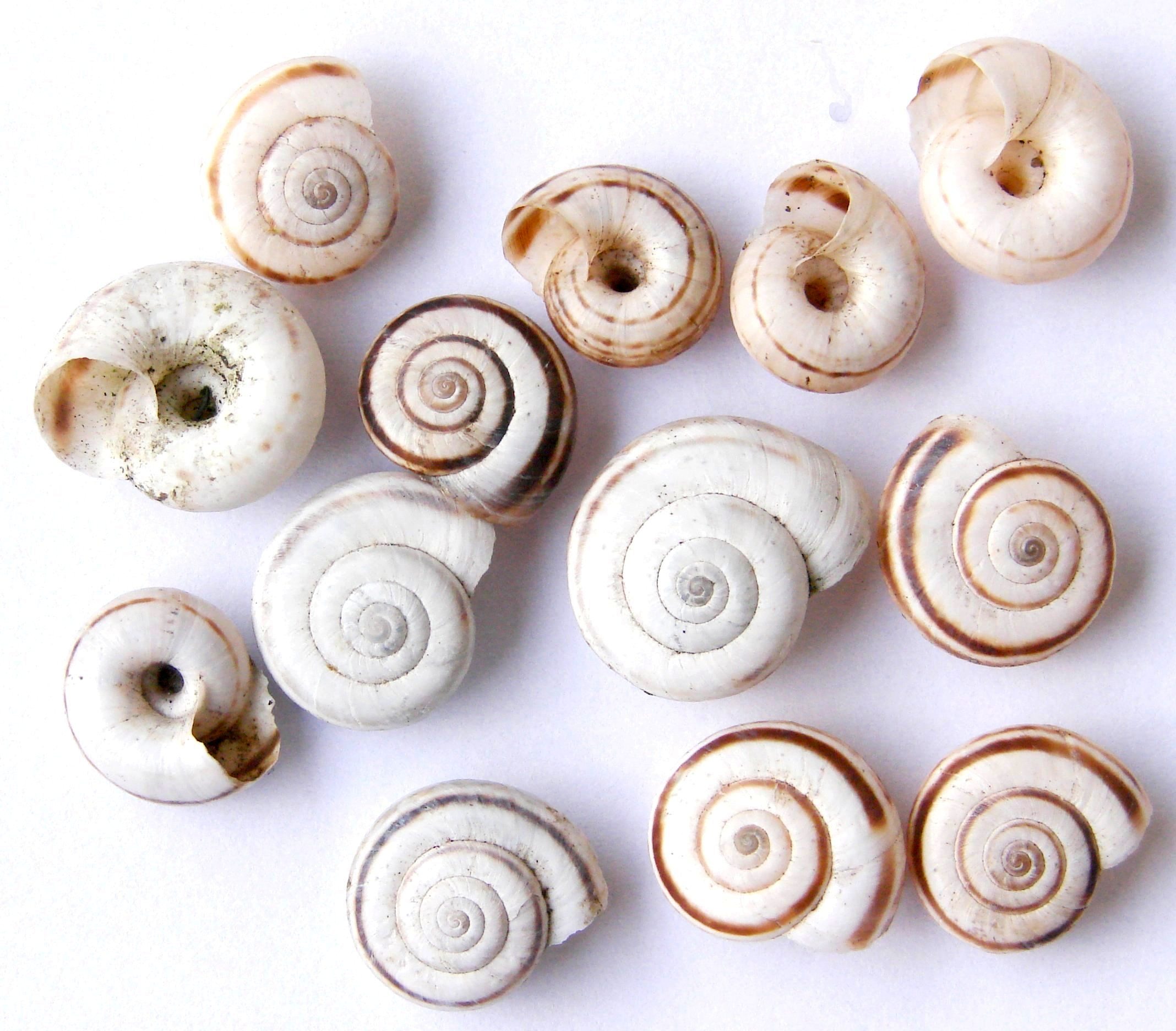
Dołek osiowy otwarty

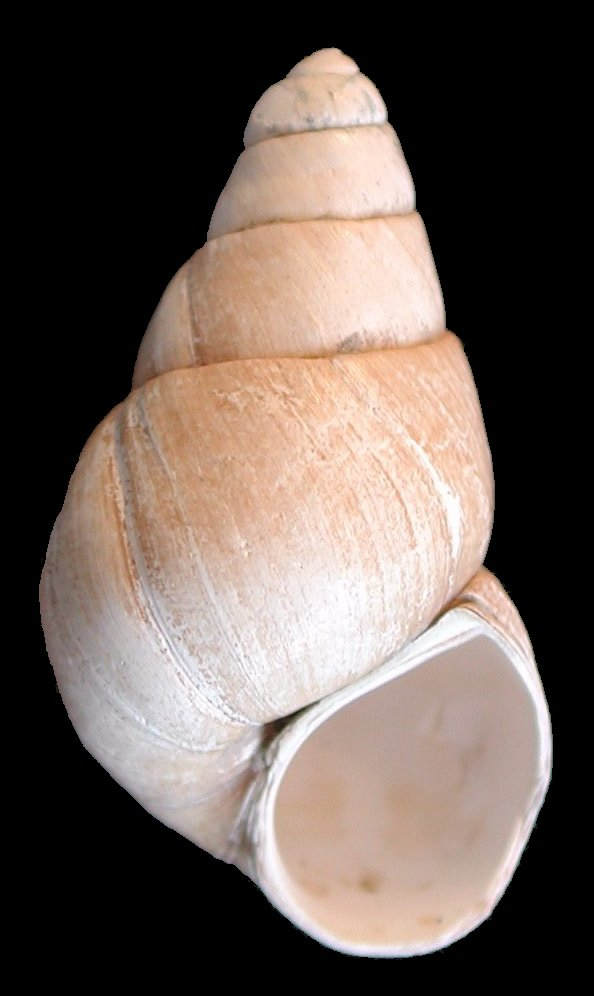
Dołek osiowy częściowo zakryty (tu szczelinowy)

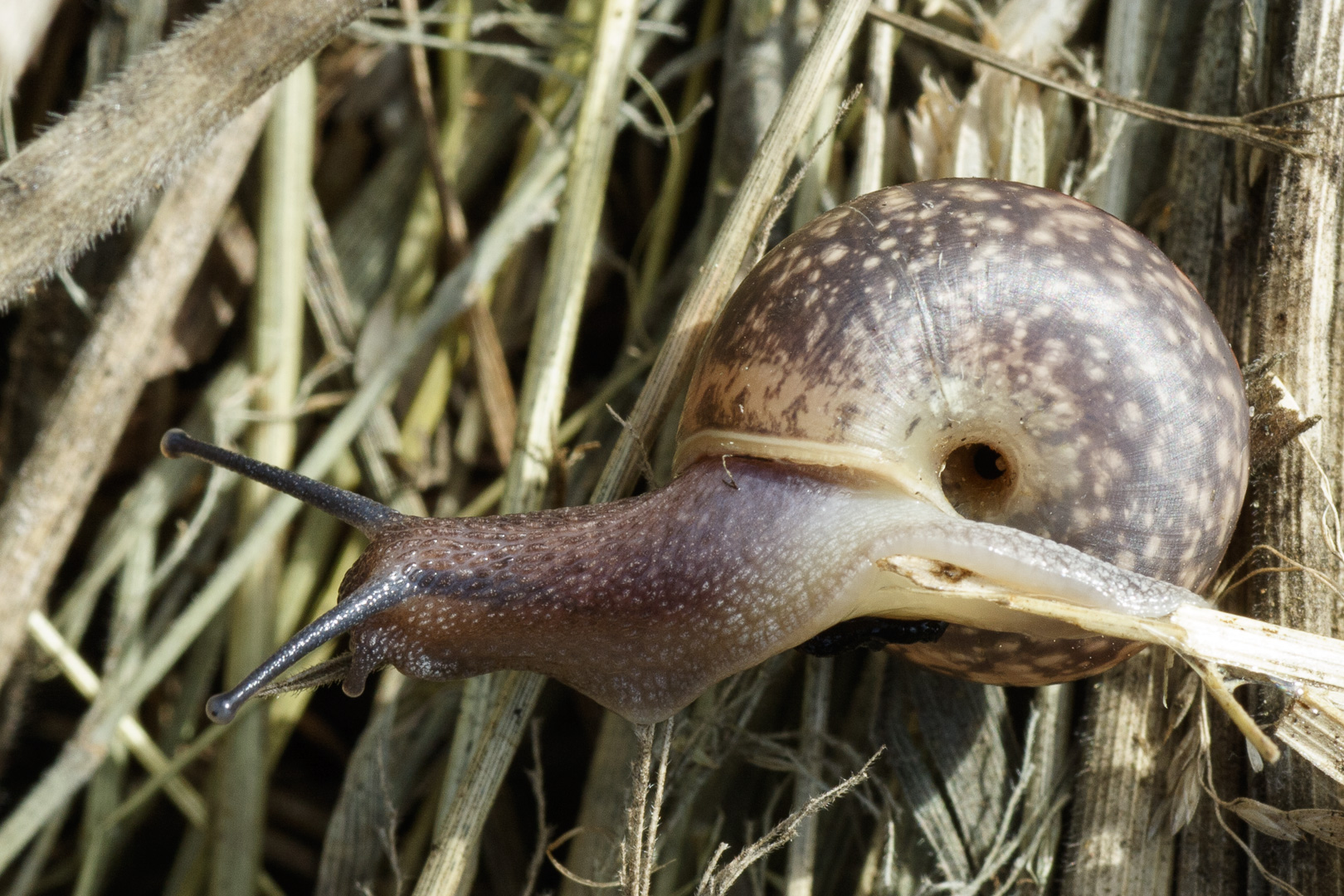
Zaroślarka pospolita – widoczny dołek osiowy

Dołek osiowy – zagłębienie w kolumience, wokół której skręcają się zwoje muszli ślimaka. U części ślimaków dołek osiowy nie jest widoczny, gdyż jest zakryty przez wywinięcie wargi (tzw. dołek fałszywy). Część ślimaków ma dołek osiowy otwarty tak szeroko, że widać nawet pierwsze skręty muszli, innym razem jest to jedynie szczelina, zakryta w mniejszym lub większym stopniu. Kształt i obecność dołka osiowego są istotną cechą systematyczną.